# Макклоски, Джон
Джон Макклоски (англ. John McCloskey; 10 марта 1810, Бруклин, США — 10 октября 1885, Нью-Йорк, США) — первый американский кардинал. Титулярный епископ Аксиере и коадъютор Нью-Йорка с 21 ноября 1843 по 21 мая 1847. Епископ Олбани с 21 мая 1847 по 6 мая 1864. Архиепископ Нью-Йорка с 6 мая 1864 по 10 октября 1885. Кардинал-священник с 15 марта 1875, с титулом церкви Санта-Мария-сопра-Минерва с 17 сентября 1875.